# Andrew Gemmell
Andrew Gemmell (Estados Unidos, 20 de febrero de 1991) es un nadador estadounidense especializado en pruebas de larga distancia en aguas abiertas, donde consiguió ser campeón mundial en 2011 en los 5 kilómetros por equipo en aguas abiertas. Es hermano de la nadadora Erin Gemmell.

## Carrera deportiva
En el Campeonato Mundial de Natación de 2011 celebrado en Shanghái (China), ganó la medalla de oro en los 5 kilómetros por equipo en aguas abiertas, con un tiempo de 57:00 segundos, por delante de Australia y Alemania, siendo sus compañeros de equipo: Sean Ryan y Ashley Grace Twichell.